# Vajdasági Magyar Szövetség
A Vajdasági Magyar Szövetség (VMSZ, szerbül Савез војвођанских Мађара, СВМ / Savez vojvođanskih Mađara, SVM) szerbiai magyar kisebbségi politikai párt. Ifjúsági szervezete a Vajdasági Magyar Szövetség Ifjúsági Fóruma.

## Története
1994. június 18-án alakult Zentán. Polgárok egyesületeként, pártoktól és kormányoktól független szervezetként jött létre. Politikai párttá 1995. június 17-én Szabadkán alakult át, azzal az elsődleges céllal, hogy nagyobb részt vállaljon a vajdasági magyarság politikai érdekképviseletében.
Az alakuló közgyűlésen Csubela Ferencet választották VMSZ elnökévé. Csubela 1995. november 20-án autóbalesetet szenvedett, és november 27-én belehalt sérüléseibe. Új elnökké Kasza Józsefet választották, akit előzőleg 1988 óta mindig Szabadka polgármesterévé választottak, valamint 1990-től a szerb parlament tagja is volt. 2002-ben újraválasztották pártelnöknek.
Kasza József a VMSZ jubileumi ünnepségén, annak tagsága és szimpatizánsai előtt 2007. március 10-én bejelentette visszavonulását. Lehetséges utódjaként felmerült Pásztor István tartományi privatizációs titkár, Korhecz Tamás tartományi kisebbségügyi titkár és Józsa László, a VMSZ elnökségi tagja, a Magyar Nemzeti Tanács elnökének neve. A VMSZ tanácsa azonban egységesen felsorakozott Pásztor István elnökjelöltsége mögé, akit a párt május 5-én Magyarkanizsán tartott 11. tisztújító közgyűlése elnökké választott. Kasza Józsefet, érdemei elismerése mellett, közfelkiáltással tiszteletbeli elnöknek választották.
Pásztor együttműködésre törekedett a többi nagy vajdasági magyar párttal. Ezek összefogásaként 2008-ban létrejött Magyar Koalíció, amely a korábbiaknál eredményesebben szerepelt a szerbiai választásokon. 2010-ben a párt addigi fő szövetségese, a kormányzó Demokrata Párt (DS) megpróbálta kiszorítani a VMSZ-t Szabadka és más városok vezetéséből. Válaszul a VMSZ megvonta támogatását a szerbiai kormánytól.

## A párt elnökei
| Név                              | hivatal kezdete | hivatal vége |
| -------------------------------- | --------------- | ------------ |
| Csubela Ferenc                   | 1994            | 1995         |
| Kasza József                     | 1995            | 2007         |
| Pásztor István                   | 2007            | 2023         |
| Pásztor Bálint (ügyvezető elnök) | 2023            | 2024         |
| Pásztor Bálint                   | 2024            | hivatalban   |

## Szervezeti felépítése
A VMSZ legfőbb döntéshozó szerve a Közgyűlés, amely 250 tagú, évente legalább egyszer ülésezik, és amelyen négyévente tisztújítást tartanak. A Közgyűlés titkos szavazással választja meg az 50 tagú Tanácsot és a VMSZ elnökét, aki tagja a Tanácsnak. A Tanács a közgyűlések közötti időszakban a VMSZ legfőbb szerve. A Tanács saját tagjai közül tanácselnököt, három alelnököt, továbbá 17 elnökségi tagot választ.
A 21 tagú Elnökség a Tanács ülései közötti időszakban a VMSZ legfőbb döntéshozó testülete, a VMSZ végrehajtó szerve. Az Elnökség élén az elnök és a három alelnök áll. A VMSZ-nek Szabadkán központi irodája működik, amelynek irányítását, a VMSZ Elnökének javaslatára az Elnökség által kinevezett pártigazgató végzi.
Az Intéző Bizottság a VMSZ Elnökségének döntés-előkészítő, döntéshozó és döntésvégrehajtó szerve helyi önkormányzati és helyi közösségi ügyekben, továbbá a helyi-, a községi-, a városi- és körzeti pártszervezetek működtetésével kapcsolatos kérdésekben.
Az Intéző Bizottság az elnökéből és 4 tagból áll, akiket a Tanács tagjainak sorából a VMSZ Elnökének javaslatára az Elnökség választ, nyílt szavazással, négy éves megbízatási időre.

## Politikája

### Főbb törekvések

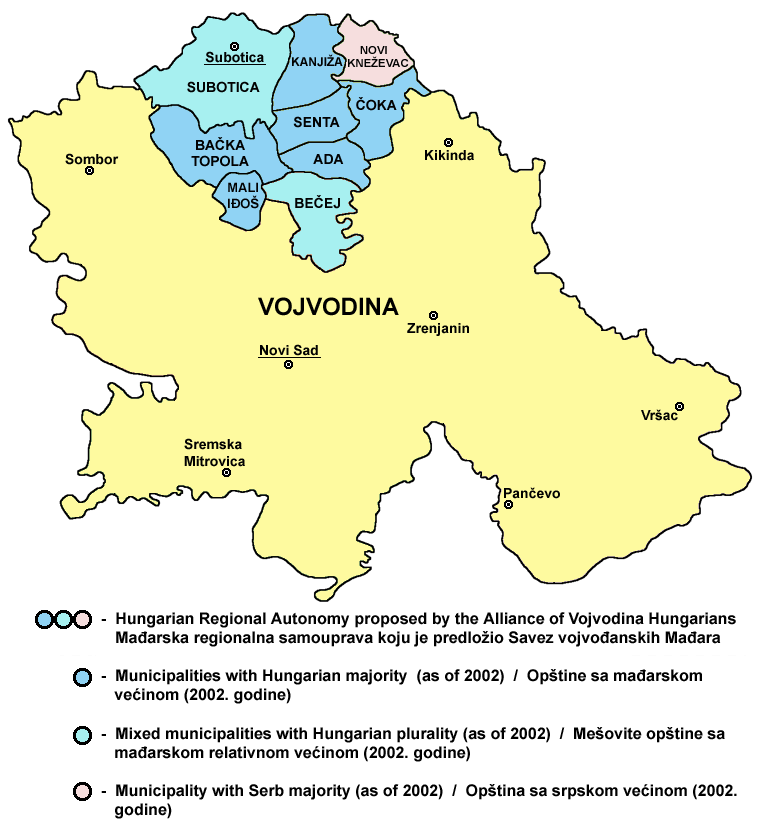

A vajdasági magyar nemzeti közösség autonómiájának megvalósítása. A magyar állampolgárságnak a szülőhely elhagyása nélküli, egyéni kérelemre történő megszerzése. A Vajdasági Magyar Szövetségnek az Európai Néppártba történő felvétele, felkészülés az Európai Parlamentben folytatandó aktív politizálásra.

### 2004. december 5.
A szülőföldjükön maradó határon túli magyarok kettős állampolgárságának kérdése legelőször a Vajdaságban merült fel. A VMSZ egyébként ellenezte az erről szóló népszavazást, mert számított az eredménytelenségére. Ezért bírálja jelenleg is a szavazást kezdeményező MVSZ-t. Természetesen, akkor is, és most is kiáll a kettős állampolgárság mellett. 2005. január 6-án Szabadkán összehívta a Magyar Állandó Értekezlet (MÁÉRT) csonka ülésszakát a magyar kormány képviselőinek részvétele nélkül, mivel az utóbbiak ezt nem tették meg.

### Viszony a többi vajdasági magyar párthoz
A VMSZ a Vajdasági Magyarok Demokratikus Közösségével és a Vajdasági Magyar Demokrata Párttal alkotott ún. Magyar Koalíció köztársasági elnökjelöltje, Pásztor István megközelítőleg 93 000 szavazatot kapott, ami (főleg a korábbi eredményekhez képest) igen jó eredmény. A közös választási sikereknek köszönhetően a három párt félretéve korábbi nézeteltéréseit továbbra is együttműködik, és a Magyar Koalíció közös jelölteket állít majd a 2008 májusában megrendezendő helyhatósági választásokon. Közösen dolgozzák ki a Vajdasági Magyar Területi Autonómia tervezetét.

## Választási eredmények
Már az 1996. évi helyi önkormányzati választásokon a párt nagy sikereket ért el. 1997-ben A Vajdasági Magyar Szövetség színeiben, illetve támogatásával a Szövetségi Parlamentbe 3, a Köztársasági Népképviselőházba 4, a Tartományi Képviselőházba 11, a községi képviselő-testületekbe pedig 139 képviselő jutott be a VMSZ színeiben. Kasza József 2001-ben Szerbia miniszterelnök-helyettese lett. 2003. évi szerbiai parlamenti választásokon a VMSZ tagja volt az Együtt a Toleranciáért szövetségnek, mely szerbiai kisebbségi pártokból tevődött össze, de a választás sikertelennek bizonyult számukra. 2004-ben a helyhatósági választásokon is több községben vereséget szenvedett a korábbi VMSZ-es polgármester, más jelöltekkel szemben.
A VMSZ egyedül indult a 2007-es választásokon, a kisebb magyar pártokkal nem fogott össze. A január 21-én tartott választáson sok szavazót veszített, 250 képviselőjelöltje közül végül csupán hármat küldhetett a szerbiai parlamentbe a várt 6-8 helyett. A 120 000-re becsült magyar szavazónak csak mintegy a fele szavazott magyar pártokra, a VMSZ-re pedig csak 52 ezren. A többiek a szerb pártokat választották. A gyenge eredményekért elsősorban Kasza Józsefet hibáztatták a sajtóban. A választások után megalakult új kormánykoalícióból is kimaradt a párt, de a demokratikus és Szerbia európai integrációját képviselő politikai erőket továbbra is támogatta. Ez 2008 és 2012 között elsősorban a Demokrata Pártot (DP) jelentette, amellyel köztársasági, tartományi és több helyütt helyi szinten is kormányzati együttműködést folytatott, annak ellenére, hogy a DP a Magyar Nemzeti Tanácsban is megjelent és több magyarok lakta településen (pl. Szabadka, Zenta) kiszorította a VMSZ-t a helyi hatalomból. 2012-ben némileg visszaesett a párt a választásokon, majd 2014-ben erősödött: ekkor a Szerb Haladó Párt (SZHP) koalíciós partnere lett, államtitkári szinten van jelen a szerbiai kormányban. 2016-ban ismét visszaesett a támogatottsága. Az SZHP is igyekszik helyi szinten kiszorítani a VMSZ-t az önkormányzatokból.

### Nemzetgyűlési (Szerbia köztársasági)
| Választások | Szavazatok száma | Szavazatok aránya | Mandátumok száma | Mandátumok aránya | Parlamenti szerepe |
| ----------- | ---------------- | ----------------- | ---------------- | ----------------- | ------------------ |
| 1997-es     | 50 960           | 1,23%             | 4                | 1,6%              | ellenzék           |
| 2000-es     | 2 402 387        | 64,7%             | 6 (176-ból)      | 2,4% (70,4%)      | kormánypárt        |
| 2003-as     | 161 765          | 4,22%             | 0                | 0%                | nem jutott be      |
| 2007-es     | 46 990           | 1,57%             | 3                | 1,2%              | ellenzék           |
| 2008-as     | 74 874           | 1,84%             | 4                | 1,6%              | kormánypárt        |
| 2012-es     | 68 323           | 1,83%             | 5                | 2%                | ellenzék           |
| 2014-es     | 75 294           | 2,17%             | 6                | 2,4%              | kormánypárt        |
| 2016-os     | 56 620           | 1,54%             | 4                | 1,6%              | kormánypárt        |
| 2020-as     | 71 893           | 2,23%             | 9                | 3,6%              | kormánypárt        |
| 2022-es     | 60 313           | 1,63%             | 5                | 2%                | kormánypárt        |
| 2023-as     | 64 747           | 1,74%             | 6                | 2,4%              | kormánypárt        |

### Vajdaság tartományi
A vajdasági parlament elnöke 2008–2012 között Egeresi Sándor volt, 2012-től Pásztor István. A 120 tagú Tartományi Képviselőházban jelenleg 12 VMSZ-es képviselő ül.

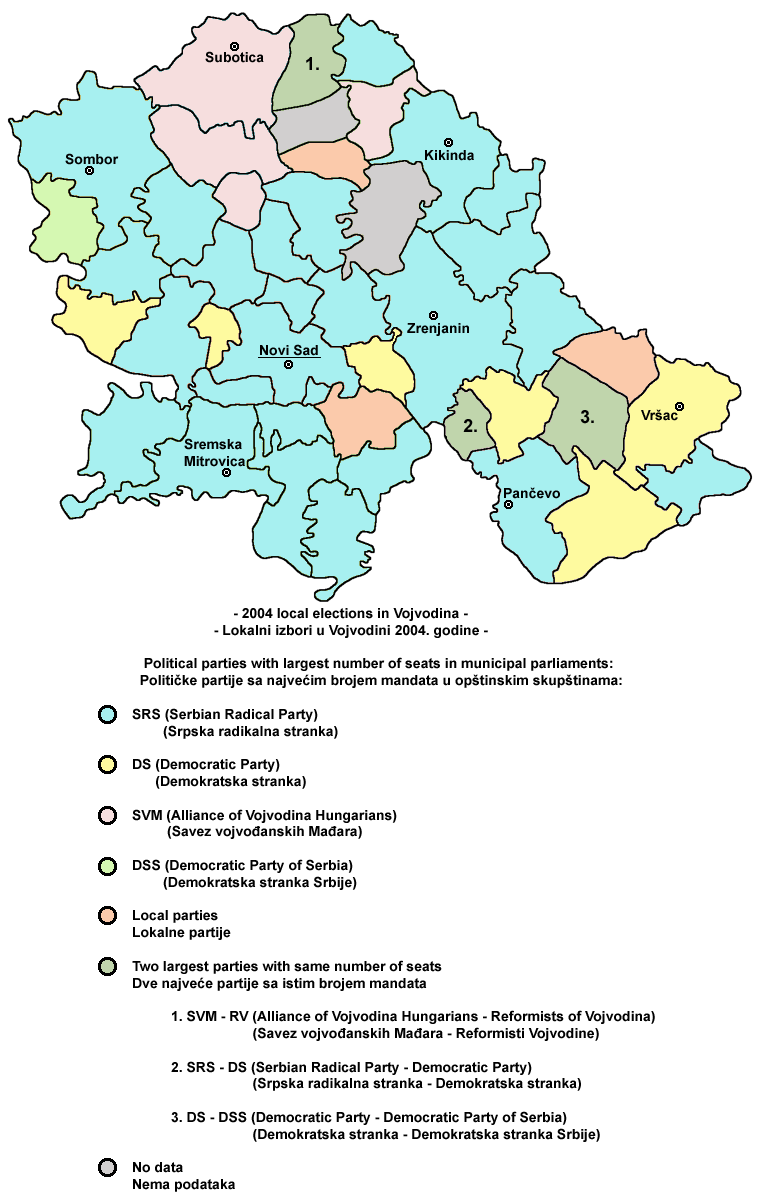
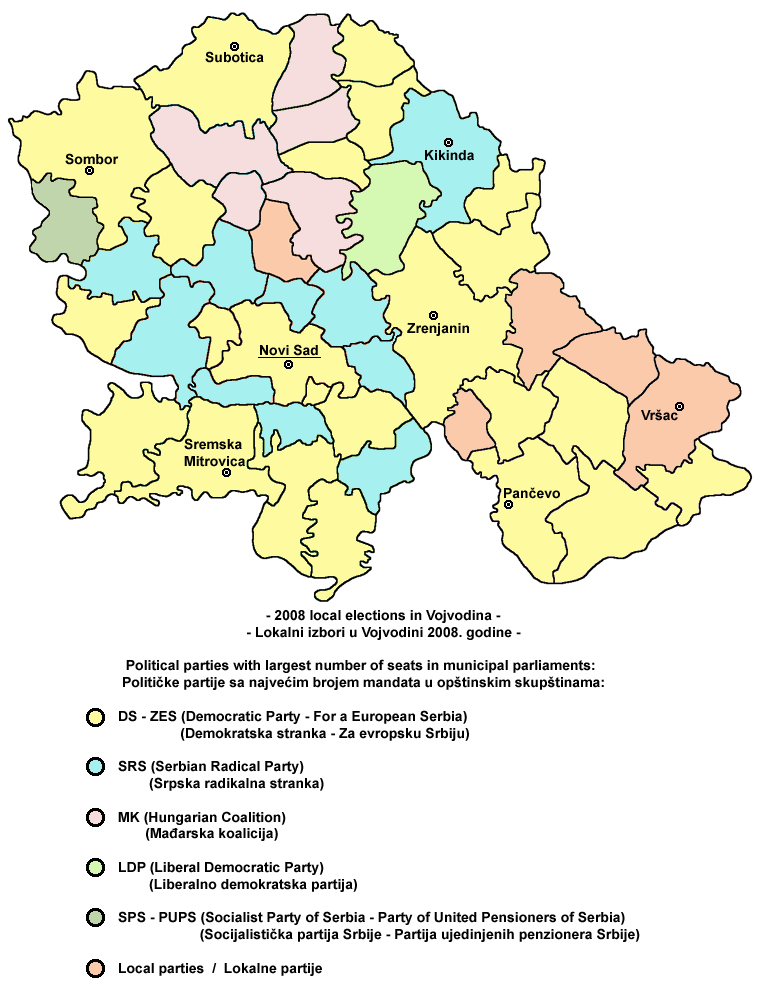
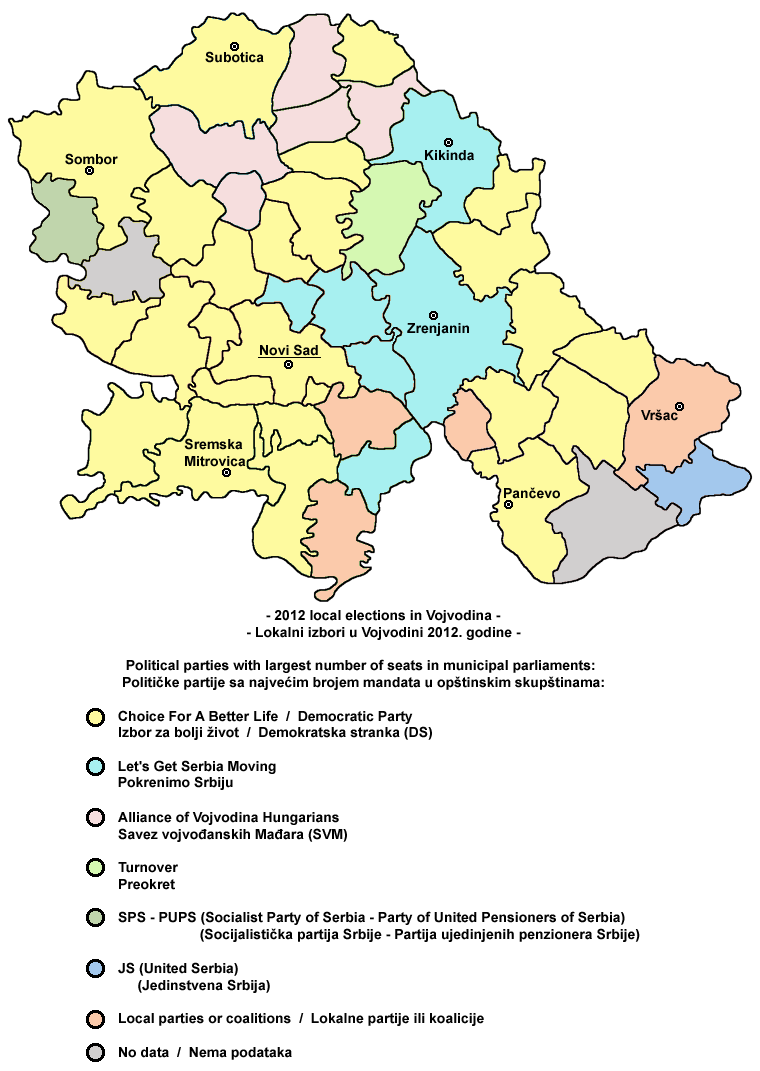

| Választások | Szavazatok száma | Szavazatok aránya | Mandátumok száma | Mandátumok aránya | Tartományi parlamenti szerepe |
| ----------- | ---------------- | ----------------- | ---------------- | ----------------- | ----------------------------- |
| 2004-es     | 54 380           | 8,50%             | 11               | 8,5%              | kormánypárt                   |
| 2008-as     | 77 390           | 7,60%             | 9                | 7,5%              | kormánypárt                   |
| 2012-es     | 62 275           | 6,15%             | 7                | 5,8%              | kormánypárt                   |
| 2016-os     | 47 034           | 5,03%             | 6                | 5%                | kormánypárt                   |
| 2020-as     | 75 218           | 9,29%             | 12               | 10%               | kormánypárt                   |
| 2023-as     | 63 721           | 6,68%             | 9                | 7,5%              | kormánypárt                   |